# Toulouse F.C.
Toulouse Football Club, thường được gọi là Toulouse FC hay đơn giản là Toulouse (phát âm tiếng Pháp: [tuluz]), là một câu lạc bộ bóng đá chuyên nghiệp của Pháp có trụ sở ở Toulouse. Câu lạc bộ được thành lập vào năm 1970 và hiện đang chơi ở Ligue 1. Toulouse chơi các trận đấu trên sân nhà tại sân vận động Toulouse nằm trong thành phố.

## Cầu thủ

### Đội hình hiện tại
Tính đến ngày 30/8/2024.
Ghi chú: Quốc kỳ chỉ đội tuyển quốc gia được xác định rõ trong điều lệ tư cách FIFA. Các cầu thủ có thể giữ hơn một quốc tịch ngoài FIFA.
| Số | VT | Quốc gia | Cầu thủ                         |
| -- | -- | -------- | ------------------------------- |
| 2  | HV | Đan Mạch | Rasmus Nicolaisen (đội phó)     |
| 3  | HV | Hoa Kỳ   | Mark McKenzie                   |
| 4  | HV | Anh      | Charlie Cresswell               |
| 5  | TV | Úc       | Denis Genreau                   |
| 6  | HV | România  | Ümit Akdağ (mượn từ Alanyaspor) |
| 7  | TĐ | Maroc    | Zakaria Aboukhlal               |
| 8  | TV | Thụy Sĩ  | Vincent Sierro (đội trưởng)     |
| 9  | TĐ | Cameroon | Frank Magri                     |
| 10 | TV | Pháp     | Yann Gboho                      |
| 12 | HV | Na Uy    | Warren Kamanzi                  |
| 13 | TĐ | Na Uy    | Joshua King                     |
| 15 | TĐ | Na Uy    | Aron Dønnum                     |

| Số | VT | Quốc gia    | Cầu thủ                        |
| -- | -- | ----------- | ------------------------------ |
| 17 | HV | Chile       | Gabriel Suazo                  |
| 19 | HV | Pháp        | Djibril Sidibé                 |
| 20 | TV | Đức         | Niklas Schmidt                 |
| 23 | TV | Venezuela   | Cristian Cásseres Jr.          |
| 26 | HV | Pháp        | Ylies Aradj                    |
| 30 | TM | Tây Ban Nha | Álex Domínguez                 |
| 34 | TV | Pháp        | Noah Lahmadi                   |
| 35 | TĐ | Pháp        | Noah Edjouma                   |
| 40 | TM | Pháp        | Justin Lacombe                 |
| 50 | TM | Pháp        | Guillaume Restes               |
| 80 | TĐ | Gabon       | Shavy Babicka                  |
| —  | TV | Slovenia    | Miha Zajc (mượn từ Fenerbahçe) |

### Cho mượn
Ghi chú: Quốc kỳ chỉ đội tuyển quốc gia được xác định rõ trong điều lệ tư cách FIFA. Các cầu thủ có thể giữ hơn một quốc tịch ngoài FIFA.
| Số | VT | Quốc gia    | Cầu thủ                                             |
| -- | -- | ----------- | --------------------------------------------------- |
| 10 | TĐ | Hà Lan      | Ibrahim Cissoko (tại Plymouth Argyle đến 30/6/2025) |
| 11 | TV | Tây Ban Nha | César Gelabert (tại Sporting Gijón đến 30/6/2025)   |
| —  | TM | Na Uy       | Kjetil Haug (tại Odds BK đến 31/12/2024)            |

| Số | VT | Quốc gia             | Cầu thủ                                      |
| -- | -- | -------------------- | -------------------------------------------- |
| —  | TĐ | Bosna và Hercegovina | Said Hamulić (tại Widzew Łódź đến 30/6/2025) |
| —  | HV | Thụy Điển            | Oliver Zandén (tại Odds BK đến 31/12/2024)   |

## Các huấn luyện viên
| Giai đoạn | Huấn luyện viên   |
| --------- | ----------------- |
| 1970–1972 | José Farias       |
| 1972–1973 | Pierre Dorsini    |
| 1973–1974 | Richard Boucher   |
| 1974      | Paul Orsati       |
| 1974–1975 | Richard Boucher   |
| 1975      | Jacques Sucré     |
| 1975–1976 | Emile Daniel      |
| 1976–1977 | Richard Boucher   |
| 1977–1978 | Angel Marcos      |
| 1978–1979 | Just Fontaine     |
| 1979–1983 | Pierre Cahuzac    |
| 1983–1985 | Daniel Jeandupeux |
| 1985–1989 | Jacques Santini   |
| 1989–1991 | Pierre Mosca      |
| 1991–1992 | Victor Zvunka     |
| 1992–1993 | Serge Delmas      |

| Giai đoạn | Huấn luyện viên    |
| --------- | ------------------ |
| 1993–1994 | Jean-Luc Ruty      |
| 1994–1995 | Rolland Courbis    |
| 1995–1998 | Alain Giresse      |
| 1998–1999 | Guy Lacombe        |
| 1999–2000 | Alain Giresse      |
| 2000–2001 | Robert Nouzaret    |
| 2001–2006 | Erick Mombaerts    |
| 2006–2008 | Elie Baup          |
| 2008–2015 | Alain Casanova     |
| 2015–2016 | Dominique Arribagé |
| 2016–2018 | Pascal Dupraz      |
| 2018      | Mickaël Debève     |
| 2018–2019 | Alain Casanova     |
| 2019–2020 | Antoine Kombouaré  |
| 2020      | Denis Zanko        |
| 2020–2021 | Patrice Garande    |
| 2021–     | Philippe Montanier |

## Danh hiệu
- Ligue 2
  - Winners (2): 1981–82, 2002–03, 2021–22
- Cúp bóng đá Pháp:
  - Winners (1): 2022–23